# Török Ibolya
Török Ibolya (Mezőtúr, 1969. október 17. –) válogatott labdarúgó, csatár.

## Pályafutása

### A válogatottban
1997-ben két alkalommal szerepelt a válogatottban.

## Sikerei, díjai
- Magyar bajnokság
  - 3.: 1994–95, 1996–97
- Magyar kupa
  - győztes: 1995, 1997
- Magyar szuperkupa
  - döntős: 1993, 1995

## Statisztika

### Mérkőzései a válogatottban
| Magyarország | Magyarország        | Magyarország | Magyarország | Magyarország | Magyarország | Magyarország | Magyarország | Magyarország |
| #            | Dátum               | Helyszín     | Hazai        | Eredmény     | Vendég       | Kiírás       | Gólok        | Esemény      |
| ------------ | ------------------- | ------------ | ------------ | ------------ | ------------ | ------------ | ------------ | ------------ |
| 1.           | 1997. június 7.     | Bük          | Magyarország | 2 – 0        | Ausztria     | barátságos   | -            | 75'          |
| 2.           | 1997. augusztus 10. | Csákvár      | Magyarország | 0 – 4        | Ausztrália   | barátságos   | -            | becserélve   |
|              | Összesen            |              |              | 2            | mérkőzés     |              | 0            | gól          |